# قزمة الأسد الأولى
قزمة الأسد الأولى (ليو الأولى) (Leo I) أو قزمة نجم المليك هي مجرة قزمة كروية تقع على بعد يقدر بحوالي 820,000 سنة ضوئية في كوكبة الأسد. وهي عضو في مجرات المجموعة المحلية ويعتقد أنها أبعد المجرات القمرية لدرب التبانة اكتشفت في عام 1950 من قبل ألبرت جورج ويلسون على لوحات فوتوغرافية للجمعية الجغرافية الوطنية - مسح مرصد بالومار للسماء، التي التقطت بكاميرا شميت 48 بوصة في مرصد بالومار.

## الرؤية
قرب المجرة من نجم المليك الساطع وسطوع سطحها المنخفض يجعل رصدها تحدي حقيقي. ويبدو أن تليسكوبات هواة متوسطة الحجم (15 سم أو أكثر) وسماء مظلمة مطلوبة لرؤيتها. لكن بعض التقارير الصادرة في أبريل 2013 تقول أن أحد المراقبين وبأستخدام مقراب دوبسون صغير 11 سم وحتى مقراب عاكس أصغر 7 سم f / 10 قد رأى ليو الأوى ل تحت ظروف سماء مظلمة جدا.

## الكتلة
قياس السرعات شعاعية لبعض العمالقة حمراء الساطعة في قزمة الأسد الأولى جعل من الممكن قياس كتلتها. وقد تبين أنها قد تكون على الأقل (2.0 ± 1.0) × 107 M☉. النتائج ليست قاطعة، ولا تستبعد أو تؤكد وجود هالة كبيرة للمادة المظلمة حول المجرة. ومع ذلك، يبدو أنه من المؤكد أن المجرة لا تدور.
وقد اقترح أن ليو الأولى عبارة تيار حطام مدي في الهالة الخارجية لدرب التبانة. ولكن لم يتم تأكيد هذه الفرضية.

## تشكل النجوم
كمجرة قزمة نموذجية، معدنية ليو الأولى منخفضة جدا، واحد في المئة فقط من معدنية الشمس. غالارت وآخرون. (1999) استنتاجوا من ملاحظات مرصد هابل الفضائي أن المجرة شهدت زيادة كبيرة ( ما يمثل 70٪ إلى 80٪ من جمهرة النجوم في ليو الأولى ) في معدل تكوين النجوم بين 6 و 2 (مليار سنة مضت) وليس هناك دليل هام على وجود نجوم اقدم من 10 مليارات سنة. ومنذ حوالي مليار سنة، يبدو أن تشكيل النجوم في ليو I قد انخفض فجأة إلى معدل لا يكاد يذكر.وقد تكون أصغر مجرة قزمة كروية قمرية لدرب التبانة عمرا.
وحتى عام 2000 لم يتم العثور على عنقود مغلق في هذة المجرة.

## وصلات خارجية
- قزمة الأسد الأولى على موقع ويكي سكاي: DSS2, SDSS, GALEX, IRAS, Hydrogen α, X-Ray, Astrophoto, Sky Map, Articles and images